# Сравнителен анализ (мениджмънт)
Вижте пояснителната страница за други значения на Сравнителен анализ.
Сравнителен анализ в бизнес икономиката или понякога като бенчмаркинг, заради английското наименование benchmarking , е процес на сравняване на нечии бизнес процеси и постижения с най-добрите от дадена индустрия и/или с най-добрите практики от други индустрии. Мерките, които обикновено се вземат предвид, са качество, време и стойност. Подобряване чрез учене значи да вършиш дейностите по-добре, по-бързо и по-евтино.
Сравнителният анализ изисква от мениджмънта да идентифицира най-добрите фирми в тяхната индустрия или всяка друга индустрия, където съществува подобен процес и сравняване на резултатите и действията на изучаваните („мишените“) със собствените действия и резултати, за да разберат колко успешно се представят мишените и по-важното – как го постигат.

## Етимология на английския термин
Терминът benchmarking (от английското bench – пейка, тезгях и marking – отбелязвам, маркирам) се използва за първи път от обущарите, за да измерят краката на хората за обувки. Поставяли нечий крак върху пригодената за това пейка и го маркирали, за да изготвят модел за обувки.

## Популярност и полза от сравнителния анализ
През 2008 година обширно проучване на сравнителния анализ извършва Световната мрежа за сравнителен анализ (The Global Benchmarking Network), мрежа от центрове за сравнителен анализ, представяща 22 държави. Включват се над 450 организации от около 40 държави. Резултатите показват следното:
1. Целевите и дългосрочни отчети и Потребителските (клиентски) проучвания са най-често използвани (от 77% от организациите) от общо 20 метода за подобрение, следвани от SWOT анализи (72%) и Неформален Бенчмаркинг (68%). Представителен Бенчмаркинг използват 49% и Бенчмаркинг на най-добрата практика – 39%.
2. Методите, чията популярност най-вероятно ще нарасне в следващите три години са Представителен Бенчмаркинг, Неформален Бенчмаркинг, SWOT анализи и Бенчмаркинг на най-добрата практика. Около 60% от организациите, които не ползват тези методи, индикират, че вероятно ще ги ползват през следващите три години.

## Съвместен сравнителен анализ
Съвместният или колаборативен сравнителен анализ е съвместно прилагане на сравнителен анализ от група компании, за разлика от оригинално изобретения от Ранк Ксерокс формален процес, обикновено прилаган от индивидуални компании. Пример за това са Холандските общински водоснабдителни компании, които извършват доброволен съвместен сравнителен анализ от 1997 чрез тяхната индустриална асоциация.

## Процедура
Няма универсално приложим процес на сравнително анализиране.
Следва пример за типична методология:
1. Идентифициране на проблемните зони – включва неформални разговори с клиенти, служители и доставчици, както и различни анализи и проучвания.
2. Идентифициране на други индустрии, ползващи подобни процеси
3. Идентифициране на организации, които са лидери в тези зони – търсят се най-добрите в определена индустрия и държава.
4. Проучване на компании за методи и практики – компаниите са насочват към специфични бизнес процеси.
5. Посещаване на компаниите с най-добра практика, за да се определят водещи практики с предимство – компаниите често се съгласяват да разменят двустранна информация, полезна за всеки участник в групата и да споделят резултатите си.
6. Прилагане на новите и подобрени бизнес практики.

## Разноски
Трите основни разноски при сравнително анализиране са:
1. транспортни разходи – включва хотелски стаи, пътни разходи, храна, символичен подарък и загубено работно време.
2. времеви разходи – членовете на бенчмаркинг групата ще инвестират времето си, което ще ги отдалечи от редовните им задачи.
3. разходи за база данни на сравнителен анализ – организациите създават база данни въз основа на сравнителния анализ.

## Типове
- процесов сравнителен анализ – фирмата фокусира наблюденията и разследванията си върху бизнес процеси с цел да идентифицира най-добрите практики на една или повече фирми за сравнителен анализ.
- финансов сравнителен анализ – извършва финансов анализ и сравняване на резултатите.
- сравнителен анализ от гледна точка на инвеститора
- представителен сравнителен анализ – сравняват се продукти и услуги.
- продуктов сравнителен анализ – процесът на създаване на нови продукти и подобряване на съществуващите.
- стратегически сравнителен анализ – включва наблюдение над това как останалите се конкурират.
- функционален сравнителен анализ – компанията ще фокусира сравнителния си анализ върху определена функция, за да подобри операция на тази специфична функция.
- сравнителен анализ на най-добрия от класа – включва изучаване на водещите конкуренти.
- операционен сравнителен анализ – обхваща всичко от продуктивност и подбор на кадрите до офис поток и анализ на извършените процедури.